# Chelsea Girls (píseň)
„Chelsea Girls“ je šestá skladba z debutového alba Chelsea Girl z roku 1967 od německé zpěvačky Nico. Skladbu napsali její spoluhráči ze skupiny The Velvet Underground, kytaristé Sterling Morrison a Lou Reed. Skladbu například předělal Elliott Smith.